# زويسيا
الزويسيا جنس نباتي عشبي ينتمي للفصيلة النجيلية. يعد من نباتات المروج.

## الوصف النباتي
النبات نبات معمر زاحف أوراقه ناعمة ذو كثافة عالية، توجد منه عدة أنواع مثل: (باللاتينية: Z. teuifolia) وزويسيا مانيلا (باللاتينية: Z. matrella) والزويسيا اليابانية (باللاتينية: Z. japonica).

## التأقلم
يتحمل النبات العطش والملوحة وارتفاع درجات الحرارة، كما يمتاز بمقاومته للأمراض والحشرات. من عيوبه بطء انتشار النبات فوق المسطح وتحول نمواته إلى اللون البني إذا تعرض للصقيع. ويتكاثر بالجذامير.